# Ekboarmia fascinataria
Ekboarmia fascinataria là một loài bướm đêm trong họ Geometridae.